# Nicholas De Mayer
Nicholaes DeMeyer (DeMayer) (10 juillet 1635 - 19 mars 1691) fut le septième maire de New York, dans la colonie anglaise de New York. Il occupa ses fonctions de maire de 1676 à 1677.
DeMayer était originaire de la ville de Hambourg. On sait qu'il a été marié deux fois, à Lydia Van Dyck et à Sarah Kellnar. À un moment donné DeMayer fut décrit comme le « deuxième homme le plus riche de Nouvelle-Hollande ».
Le beau-père de DeMayer, Hendrick Van Dyck, est connu pour avoir déclenché la guerre du Pêcher en tirant sur une indienne qui cueillait des pêches sur sa propriété. Nicholas aussi participa à la guerre.
Étant donné les différentes variantes de son nom, et les documents non standardisés de l'époque, DeMayer a pu être identifié sous les noms suivants : Nicholaes DeMeyer, Nicholas de Meyer, Nicholas de Meyer Van Holstein, Nicholas Meyer Van Hamborg, Nicholas DeMayer, Nicholas Meyer, Nicholas DeMeirt, Nicholas Demeyrt, N.D. Meijer.